# Entreprises suisses

## Recensement
Le recensement des entreprises suisses en 2001 a établi les chiffres suivants :
| Type d'entreprise                                             | Type d'entreprise                                             | Nombre d'entreprises | Nombre d'emplois   |
| ------------------------------------------------------------- | ------------------------------------------------------------- | -------------------- | ------------------ |
| Petites et moyennes entreprises (jusqu'à 249 salariés) dont : | Petites et moyennes entreprises (jusqu'à 249 salariés) dont : | 305 807 (99,7 %)     | 2 143 248 (66,8 %) |
|                                                               | Micro-entreprises (jusqu'à 9 salariés)                        | 269 742 (88,0 %)     | 842 657 (26,3 %)   |
| Petites entreprises (de 10 à 49 salariés)                     | 30 472 (9,9 %)                                                | 680 728 (21,2 %)     |                    |
| Moyennes entreprises (de 50 à 249 salariés)                   | 5 593 (1,8 %)                                                 | 619 863 (19,3 %)     |                    |
| Grandes entreprises (250 salariés et plus)                    | Grandes entreprises (250 salariés et plus)                    | 1 064 (0,3 %)        | 1 063 437 (33,2 %) |

Le recensement des entreprises suisses en 2005 a établi les chiffres suivants (source ici) :
| Type d'entreprise                                             | Type d'entreprise                                             | Nombre d'entreprises | Nombre d'emplois   |
| ------------------------------------------------------------- | ------------------------------------------------------------- | -------------------- | ------------------ |
| Petites et moyennes entreprises (jusqu'à 249 salariés) dont : | Petites et moyennes entreprises (jusqu'à 249 salariés) dont : | 297 692 (99,7 %)     | 2 150 179 (67,5 %) |
|                                                               | Micro-entreprises (jusqu'à 9 salariés)                        | 261 582 (87,6 %)     | 839 362 (26,3 %)   |
| Petites entreprises (de 10 à 49 salariés)                     | 30 638 (10,3 %)                                               | 692 285 (21,7 %)     |                    |
| Moyennes entreprises (de 50 à 249 salariés)                   | 5 472 (1,8 %)                                                 | 618 532 (19,4 %)     |                    |
| Grandes entreprises (250 salariés et plus)                    | Grandes entreprises (250 salariés et plus)                    | 1 028 (0,3 %)        | 1 035 353 (32,5 %) |

Le recensement des entreprises suisses en 2008 a établi les chiffres suivants (source ici) :
| Type d'entreprise                                             | Type d'entreprise                                             | Nombre d'entreprises | Nombre d'emplois   |
| ------------------------------------------------------------- | ------------------------------------------------------------- | -------------------- | ------------------ |
| Petites et moyennes entreprises (jusqu'à 249 salariés) dont : | Petites et moyennes entreprises (jusqu'à 249 salariés) dont : | 311 707 (99,6 %)     | 2 327 802 (66,6 %) |
|                                                               | Micro-entreprises (jusqu'à 9 salariés)                        | 272 346 (87,1 %)     | 869 206 (24,9 %)   |
| Petites entreprises (de 10 à 49 salariés)                     | 33 183 (10,6 %)                                               | 760 780 (21,8 %)     |                    |
| Moyennes entreprises (de 50 à 249 salariés)                   | 6 178 (2 %)                                                   | 697 816 (20,0 %)     |                    |
| Grandes entreprises (250 salariés et plus)                    | Grandes entreprises (250 salariés et plus)                    | 1 154 (0,4 %)        | 1 166 269 (33,4 %) |

## Démographie des entreprises
En 2004, 11 788 entreprises ont été créées en Suisse, ce qui représente 24 247 nouveaux emplois. Ces résultats sont en hausse par rapport à l'année 2003 (+6 % de nouvelles entreprises et +4 % de nouveaux emplois). Les nouvelles entreprises sont particulièrement actives dans le domaine tertiaire (82 %) notamment en ce qui concerne l'immobilier et le service aux entreprises (31 %) ainsi que le commerce (23 %). Les créations de nouvelles entreprises ont été les plus florissantes dans le canton de Zürich, suivi du Tessin et de la région lémanique.
Parallèlement, le nombre total de décès d'entreprises pour l'année 2003 atteint 11 699 (2 596 pour le secteur secondaire et 9 073 pour le tertiaire), ce qui représente une perte de 45 943 emplois (14 716 pour le secteur secondaire et 31 227 pour le tertiaire).
Depuis 2001, le nombre d'ouverture de faillites n'a cessé d'augmenter pour atteindre 10 678 ouvertures en 2005. Par rapport aux résultats de 2004, les cantons les plus touchés sont Berne (+108), Vaud (+86) et Genève (+60).

## Les plus grands employeurs
Les plus grands employeurs du pays sont par ordre décroissant : 
1. Migros (99 175 emplois à plein temps en 2023[3])
2. La Poste (46 000 emplois à plein temps en 2024[4])
3. Coop (97 040 emplois à plein temps en 2024[5])
4. Administration fédérale (39 500 employés en 2024[6])
5. CFF (35 000 emplois à plein temps en 2024[7])
6. UBS/ Credit Suisse (37 000 emplois à plein temps en 2024[8])
7. Swisscom (15 199 emplois à plein temps en 2005)
8. Novartis (12 184 emplois à plein temps en 2005)
9. Manor (11 500 emplois à plein temps en 2005)
10. Swatch Group (10 830 emplois à plein temps en 2005)
11. Nestlé, 10133 emplois en 2017
12. ISS (8 000 emplois à plein temps en 2005)
13. Roche (7 860 emplois à plein temps en 2005)

## Initiative populaire «Entreprises responsables – pour protéger l’être humain et l’environnement»
Le 10 octobre 2016, un comité de différentes ONG dépose à la Chancellerie fédérale l'initiative populaire « Entreprises responsables – pour protéger l’être humain et l’environnement » en vue d'une votation par le peuple suisse.